# تاريخ الشرطة

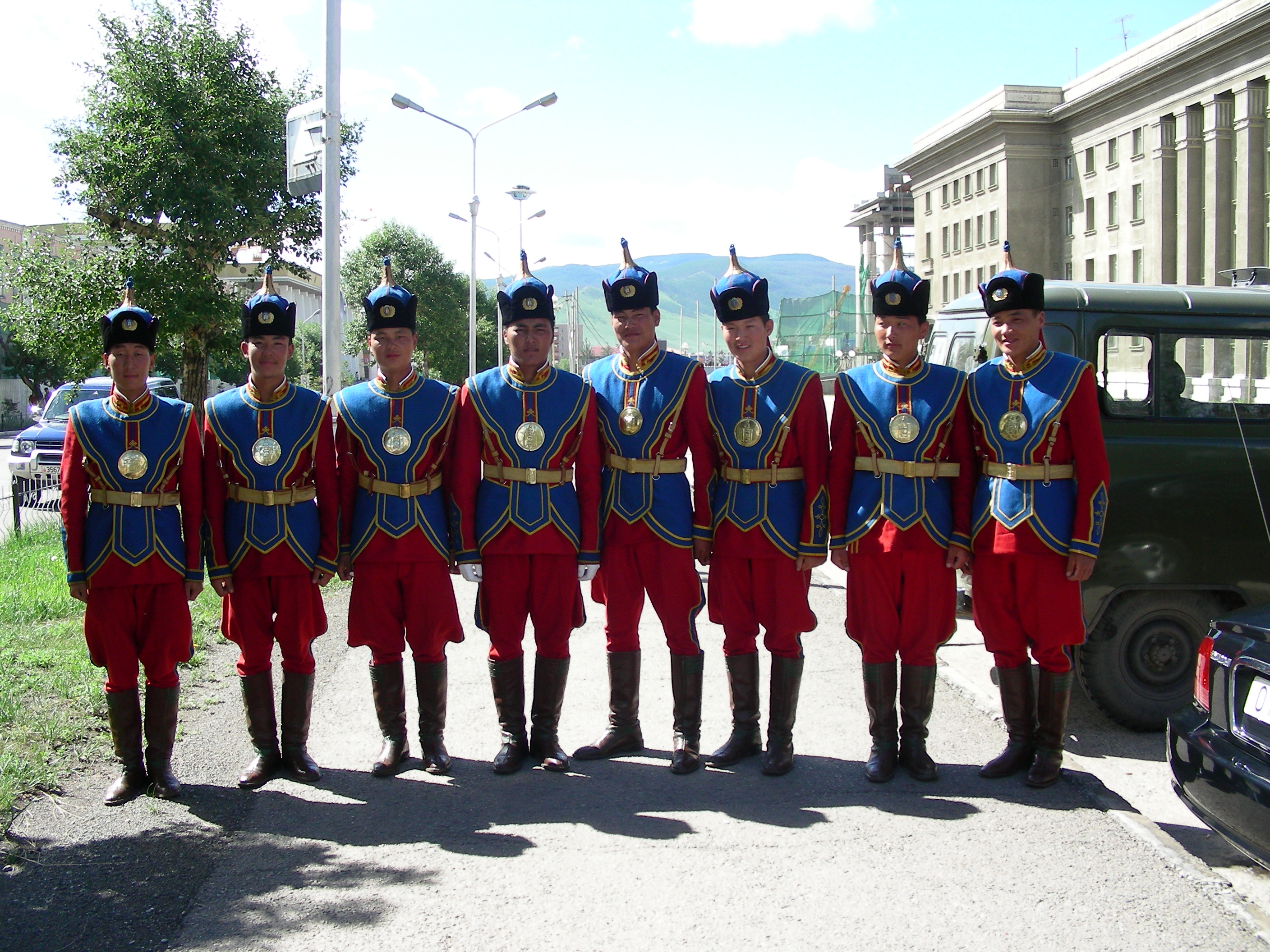
الشرطة المنغولية في الزي التقليدي

ينقسم تاريخ الشرطة بحسب حضارات الأمم والملوك، فلقد كانت الشرطة في العصور القديمة تمارس نشاط الحراسة الخاصة لقلعة الإمبراطور أو المملكة، وكذلك تدور في الأسواق والأحياء لحفظ الأمن وتتبع اللصوص.

## مصر الفرعونيّة
عرفت مصر الفرعونيّة نظام الشرطة بصورة حراسةٍ على القصور لحماية الملوك، ثمّ توسّعت فيه وصار لها مهامٌّ أخرى تعلّق أغلبها بمفهوم حماية الملك.
أثبت التاريخ أن جهاز الشرطة عرفته مصر مع بدايات الدولة المصرية القديمة عندما وحّد الملك نارمر (المشهور بمينا أي المؤسس) مصر في دولة واحدة يحكمها الفرعون، فظهرت الحاجة الماسة لإدارة تنظم أعمال توزيع مياه النيل بين المصريين، فكان جهاز الشرطة الذي اقتصرت مهمته الأولى على الحرص على توزيع مياه النيل بشكل عادل بين جميع المصريين آنذاك. ويذهب الدكتور سليم حسن في موسوعته « تاريخ مصر القديمة» إلى أن أهمية هذا المنصب دعت إلى أن يتولى وزير الفرعون مهام رئيس الشرطة الأعلى في العاصمة، بالإضافة إلى المحافظة على المؤسسات العامة، ومتابعة العاملين في إدارة الدولة وعزل من يثبت فساده، بالإضافة إلى حراسة الفرعون بتشكيل الحرس الخاص بالفرعون. ومع الوقت أصبح منصب «رئيس الشرطة» من أهم الوظائف في الدولة المصرية. ومن أطرف مهام الشرطة الفرعونية هي مهمتها في حماية مقابر الفراعنة حتى لا يتعرض لها لصوص الذهب والمقابر، وهي المهمة التي تقوم بها حالياً شرطة الآثار. وربما يكون أبرز ما قامت به الشرطة الفرعونية وسجله التاريخ هو ما قام به رئيس الشرطة «سمحو» من إحباط مؤامرة لاغتيال إخناتون فرعون مصر.

## عصر الرومان
في العصر الروماني عُرف نظام الشرطة، كانت إدارتها في كلّ إقليم تسند إلى موظّفين اثنين رئيسيين ينوب عنهما موظّفٌ يقوم بأعباء الأمن في كلّ مدينةٍ وقريةٍ.

## العصر البيزنطي
في العصر البيزنطي وُجد في هذه المدن والقرى موظّفٌ يحمل اسم (الحامي) كانت وظيفته حماية الفقراء من ظلم الأغنياء، ويقوم ببعض أعمال الشرطة.

## عصر الإسلام
في عصر الإسلام نظام الشرطة في دولة الإسلام، جاءت نشأته مع إقامة دولته، فهو كغيره من النظم المالية والقضائية والتشريعية التي نشأت في زمن الرسول صلى الله عليه وسلم، وكانت نشأة هذا النظام نشأة بسيطة، لكنها تطورت بتطور الدولة واتساع حدودها، واستجابة لظروف تاريخية معينة أدت لتعميم هذا النظام في الأمصار الإسلامية، ومثل هذا النظام لم يفرد له في مصادر التاريخ الإسلامي القديمة كتبًا خاصة فيه، لكن كتب التراث من أمهات الكتب في التاريخ الإسلامي والفقه والأدب والنظُم والإدارة والسياسة والحسبة والجغرافية، جاءت على دراسات خاصة في نظام الشرطة، واحتوت في مضمونها على تراجم لأصحاب الشرطة، إضافة لأخبار وقصص عن هذا النظام الذي كفل للمجتمع الإسلامي الحياة الآمنة لأبنائه حكامًا ومحكومين، وقد اهتم مؤرخو الحضارة الإسلامية، في إبراز صورة هذا النظام بدراسات خاصة فيه، استطاع فيها أصحابها في جمعها من بطون أمهات الكتب التراثية، كصورة رائدة من صور الحضارة الإسلامية، التي عرفت هذا النظام منذ أربعة عشر قرنًا.

## العهد الأموي
توسَّع معاوية بن أبي سفيان في اتخاذ الشرطة، وتطويرها، فأضاف إليها شرطة الحرس الشخصي، وكان أول من اتخذ الحرس في الحضارة الإسلامية، خاصة وقد اغتيل زعماء الدولة الإسلامية قبله: عمر، وعثمان، وعلي.
ولذلك فإن الشرطة في الخلافة الأموية كانت أداة تنفيذ لأمر الخليفة، وفي بعض الأحيان تعاظمت رتبة صاحب الشرطة حتى تولاها بعض الأمراء والولاة، ففي عام 110هـ عُيِّن خالد بن عبد الله على ولاية البصرة، وجمع معها منصب الشرطة.

## العصر العباسي
أنفقت الدولة على بناء السجون من بيت المال؛ إذ كَفَّت هذه السجون شرَّ السجناء وأذاهم عن الناس، ولم يمنع هذا الأمر أن تُنْفِق الدولة على هؤلاء المساجين، وترعى أحوالهم؛ ولذلك اقترح القاضي أبو يوسف على هارون الرشيد، تزويد المساجين، بحُلَّة قطنية صيفًا، وأخرى صوفية شتاءً، ولذلك كان الاهتمام بهم صحيًا من أظهر الأمور.
وحرصت الخلافة العباسية على تعيين أصحاب الشرطة الموسومين بالعلم والتقوى والفقه، والذين لا تأخذهم في إقامة الحدود لومة لائم، فقد ذكر ابن فرحون في (تبصرة الحكام) «أَنَّ صاحب الشُّرطة إبراهيم بن حسين بن خالدٍ، أقام شاهد زورٍ على الباب الغربيِّ الأوسط، فضربه أربعين سوطًا، وحلق لحيته، وسَخَّم وجهه، وأطافه إحدى عشرة طوفةً بين الصَّلاتين، يُصاح عليه هذا جزاء شاهد الزُّور، وكان صاحب الشُّرطة هذا فاضلاً، خيِّرًا، فقيهًا، عالمًا بالتَّفسير، ولي الشُّرطة للأمين محمد، وكان أدرك مطرِّف بن عبد الله صاحب مالكٍ وروى عنه موطأه».

## العصر العثماني

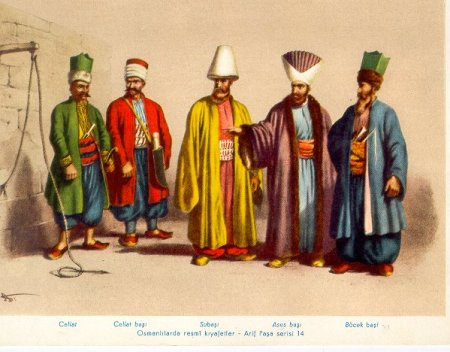

إنّ أهم ما كان يميّز التواجد العثماني بالجزائر هو الأمن والاستقرار، بحيث أجمع المعاصرون من الأوروبيين أن المواطن الجزائري عرف نوعا من الأمن وفّرته له الشرطة العاملة بمختلف بايليك الجزائر والجدير بالإشارة أن الشرطة كانت مقسمة إلى فرعين: شرطة خاصة بالأتراك والكراغلة وشرطة خاصة بالأهالي. ولتشدد وصرامة الشرطة العثمانية بالجزائر، أصبحت بعض الجرائم كجريمة القتل مثلاً شبه منعدمة. وعلى العموم فإن الشواش كانوا غير مسلحين ويستعملون القوة البدنية في القبض على المجرمين. وخير دليلٍ على شدةِ الجهاز وشمول رقابة الشرطة شهادة القنصل الأمريكي بالجزائر وليام تشالز (1816/1824) الذي كتب في مذكراته «…أنا أعتقد أنه لا توجد مدينة أخرى في العالم يبدي فيها البوليس نشاطً أكبر مما تبديه الشرطة الجزائرية التي لا تكاد تفلت من رقابتها جريمة، كما أنه لا يوجد بلد آخر يتمتع فيه المواطن وممتلكاته بأمنٍ أكبر». وهذه الشهادة خير دليل لما عرفته الأيالة في تلك الفترة من أمن إلى درجة أنها وصفت «بالبلد الأمين».
- الكراغلة: جزائريون منحدرون من أب تركي بالجيش التركي وأم جزائرية.
- الشاوش: هيئة من جهاز الشرطة التابعة مباشرة لسلطة الداي والتي من صلاحيتها توقيف أي باي بتعدى عن القانون.
- الأيالة: الجزائر وبيالكها من الفترة الممتدة من 1519/1830.[6]